# BioShock
BioShock – strzelanka pierwszoosobowa studia 2K Boston, zaprojektowana przez Kena Levine’a i wydana 21 sierpnia 2007 roku przez 2K Games na platformach Xbox 360 oraz Microsoft Windows. W październiku 2008 roku wydano port na konsolę PlayStation 3 opracowany przez 2K Marin, a w październiku 2009 port na system macOS stworzony przez Feral Interactive. W 2010 roku wydano jej kontynuację o nazwie BioShock 2, a w 2013 trzecią część serii zatytułowaną BioShock Infinite. We wrześniu 2016 roku gra pojawiła się na konsolach PlayStation 4 i Xbox One w ramach zestawu BioShock: The Collection.
W będącej alternatywną wersją historii lat 60. XX wieku gracz wciela się w rozbitka z katastrofy lotniczej, Jacka, który zmuszony jest przemierzać antyutopijne podwodne miasto Rapture, walcząc na swojej drodze ze zmutowanymi istotami, które je zamieszkują. Gra zawiera elementy gier fabularnych i survival horrorów, a przez samych twórców i Levine’a jest opisywana jako „duchowy spadkobierca” serii System Shock.
Gra zebrała wyjątkowo pochlebne recenzje, uzyskując średnie ocen 95,07% (Xbox 360), 94,58% (Windows) i 93,66% (PlayStation 3) w rankingu GameRankings opartym na opiniach recenzentów. BioShock został też bardzo dobrze odebrany przez główne media przede wszystkim ze względu na kwestie wyborów moralnych, fabułę i sposób przedstawienia podwodnej antyutopii.

## Streszczenie

### Świat gry
Akcja gry BioShock rozgrywa się w latach 60. XX wieku, w Rapture, fikcyjnej podwodnej antyutopii. O historii miasta można się dowiedzieć więcej z nagrań audio znajdywanych w czasie eksploracji świata gry. Rapture zostało wybudowane potajemnie na dnie Oceanu Atlantyckiego w 1946 roku i jako samowystarczalna, napędzana energią geotermalną metropolia miało pozostać odcięte od reszty świata. Ta podwodna cywilizacja w zamierzeniu swojego konstruktora, magnata biznesowego Andrew Ryana, miała być odpowiedzią na to, co postrzegał on jako coraz bardziej wzrastający ucisk ze stron władz politycznych, ekonomicznych i religijnych. Miasto zaludnili ci, których Ryan uważał za reprezentujących najlepsze cechy ludzkości. Zamieszkane przez elity intelektualne świata Rapture odnotowało w swojej historii kilka znaczących przełomów technologicznych, m.in. szybki rozwój inżynierii genetycznej. W jednym z nagrań twórca podwodnej metropolii zdradza, że chciał, aby jego dzieło stało się biblijnym rajem na Ziemi, co potwierdzają także nazwy dwóch najcenniejszych surowców Rapture – „Adam” i „Ewa” (ang. Eve). We wczesnych latach 50. XX wieku populacja osiągnęła liczbę kilku tysięcy, spośród których zaczęła się tworzyć elita spychająca jednocześnie część mieszkańców na gorszą pozycję.
Rozwój Adama, komórek macierzystych otrzymanych ze wcześniej nieznanego gatunku ślimaków morskich, odkrytego przez dr Brigid Tenenbaum, jeszcze bardziej zachwiał równowagą społeczną. Rozpowszechnienie nowej substancji znacząco przyspieszyło rozwój inżynierii genetycznej, co zaowocowało stworzeniem przemysłu opartego na wytwarzaniu plazmidów. Zapewniał on środki na wszelkie dolegliwości, począwszy od problemów związanych z łysieniem po rozwój umiejętności aktywnych takich jak telekineza, z których te ostatnie potrzebowały drugiej substancji, Ewy. Dla ułatwienia wydobycia Adama naukowcy Rapture stworzyli również tzw. Siostrzyczki (ang. Little Sisters), małe dziewczynki, do których ciała wszczepiano morskie ślimaki wytwarzające Adama. Mimo że początkowo miały one stanowić jedynie fabryki Adama, w czasie wojny, która wybuchła później w mieście, zostały one uwarunkowane na nowo i miały również wydobywać Adama z ciał poległych. W tym samym czasie naukowcy stworzyli także „Tatuśków” (ang. Big Daddies), silnie opancerzonych i wzmocnionych modyfikacjami genetycznymi ochroniarzy, mających chronić Siostrzyczki, przemierzające miasto.
Przez kilka lat Rapture było tym, czym miało być w zamierzeniu swojego stwórcy: rajem wolności i dobrobytu. Ostatecznie jednak powody, dla których Andrew Ryan zbudował podwodne miasto – niechęć dla jakiejkolwiek władzy – spowodowały upadek metropolii, a wartości, którymi kierował się jej założyciel, zostały zaprzepaszczone i odeszły w zapomnienie. Dla utrzymania swojej utopii w sekrecie Ryan ustalił tylko jedno prawo: wszelkie kontakty z resztą świata zostały zabronione. Zakaz ten sprawił, że wyjątkowo opłacalny stał się przemyt, to natomiast doprowadziło do utworzenia czarnego rynku. Kontrolę nad nim sprawowała osoba równie zdeterminowana, jak założyciel miasta, Frank Fontaine, który jednak w przeciwieństwie do Ryana chciał władzy. Bogactwo Fontaine'a połączone z kontrolą nad badaniami dr Tenenbaum z czasem dały byłemu gangsterowi wystarczające wpływy i tylu zwolenników, że mógł podjąć próby przejęcia Rapture.
Pod koniec roku 1958 Andrew Ryan stracił cierpliwość dla konfliktu z Fontaine'em i wydał rozkaz zabicia go. Nowym przywódcą opozycji został Atlas, który wraz ze swoimi zwolennikami w noc sylwestrową tego roku wywołał zamieszki, które objęły zarówno niższe, jak i wyższe warstwy społeczeństwa. Wydarzenia te zapoczątkowały wojnę domową między Ryanem a Atlasem, która w niedługim czasie objęła całe miasto. Wraz z postępującymi walkami Ryan zaczął zatracać swoje ideały, stosując w walce ze swoim antagonistą tortury i próby kontroli umysłu. W końcu zachowanie twórcy Rapture stało się na tyle nierozsądne, że pewna grupa jego niedawnych zwolenników postanowiła go zabić. W momencie, gdy do miasta przybywa postać gracza, jedynymi żyjącymi są Genofagi (ang. Splicers) – mieszkańcy miasta cierpiący z powodu umysłowych i psychicznych chorób wywołanych nadużywaniem Adama. Innym, niedotkniętym mutacjami ludziom udało się zabarykadować w nieobjętych walkami obszarach, jednak większość z nich jest w inny sposób niestabilna psychicznie lub niebezpieczna.

### Fabuła
Nazywam się Andrew Ryan i jestem tu, by zadać wam pytanie:

Czy człowiekowi nie należą się owoce jego pracy?
Nie, mówi człowiek w Waszyngtonie. Należą się najuboższym.

Nie, mówi człowiek w Watykanie. Należą do Boga.

Nie, mówi człowiek w Moskwie. Należą się wszystkim.
Odrzuciłem te odpowiedzi. Zamiast nich wybrałem coś innego.

Wybrałem to, co niemożliwe. Wybrałem...

Rapture.

Gra rozpoczyna się w 1960 roku gdzieś nad Atlantykiem, w samolocie, którym podróżuje główny bohater Jack. Samolot rozbija się, a Jack dopływa do pobliskiej latarni morskiej, w której znajduje się batyskaf. Za jego pomocą trafia do miasta Rapture. Sojusznikiem gracza staje się Atlas, który kontaktuje się z Jackiem za pomocą krótkofalówki; Ryan, sądząc, że Jack jest agentem któregoś z rządów, używa natomiast wszystkich środków, aby go zabić. Za namową Atlasa rozbitek katastrofy lotniczej zaczyna używać pierwszych plazmidów, dowiaduje się też, że musi zabijać Siostrzyczki w celu zdobycia Adama. Rozmowę tę słyszy dr Tenenbaum, która z kolei prosi gracza, żeby ratował Siostrzyczki przy pomocy specjalnego plazmidu, który mu wręcza. Jednocześnie Atlas informuje Jacka, że jego żona i dziecko ukrywają się w łodzi podwodnej, do której oboje powinni się dostać, aby uciec z podwodnej metropolii. Gdy docierają do doku, Andrew Ryan niszczy okręt; wściekły z powodu śmierci rodziny Atlas oświadcza, że trzeba zabić prześladującego ich tyrana.
Gdy gracz dociera w końcu do biura, w którym ukrywa się Andrew Ryan, ten nie stawia oporu, zamiast tego wyjawia Jackowi, dlaczego ten przybył do Rapture. Okazuje się, że tak naprawdę Jack jest dzieckiem Jasmine Jolene i założyciela podwodnego miasta. Urodził się dwa lata temu, a jego organizm został zmodyfikowany tak, żeby dorastać bardzo szybko. Embrion Jacka zdobył Frank Fontaine i zmodyfikował go tak, żeby w przyszłości bohater wykonywał każde polecenie, przed którym występuje albo po której następuje fraza: „byłbyś łaskaw” (ang. would you kindly). Po wybuchu wojny postać gracza została wysłana na powierzchnię poza zasięg władzy Ryana, później, gdy w konflikcie konstruktora Rapture i Franka Fontaine zapadł pat, Jackowi wysłano polecenie wejścia na pokład samolotu lecącego nad Atlantykiem. W ustalonym czasie otworzył on swój bagaż, gdzie znalazł pistolet i kolejne rozkazy: porwania samolotu i rozbicia go koło latarni morskiej, przez którą miał się przedostać do miasta jako kontrolowane narzędzie. W toku rozmowy Ryan demonstruje graczowi brak wolnej woli, wydając jego postaci komendy zawierające zwrot „Byłbyś łaskaw...”, co ostatecznie ukazuje, że tak naprawdę od początku rozgrywki jego działania były zależne od Atlasa. Twórca Rapture rozkazuje Jackowi, aby ten go zabił, a Atlas, zyskując pełną kontrolę nad miastem, wyjawia, że tak naprawdę jest Frankiem Fontaine'em, upozorował jedynie swoją śmierć i przybrał imię Atlas, aby pozbawić Andrew Ryana władzy. Gdy nowy dyktator Rapture nie potrzebuje już postaci gracza, zostawia go samego, myśląc że zginie od aktywowanego systemu bezpieczeństwa. Pomoc nadchodzi ze strony dr Tenenbaum oraz jej Siostrzyczek, dzięki którym Jack wydostaje się z pułapki, jednak w czasie ucieczki przez wentylacje spada i traci przytomność.
Po przebudzeniu bohater dowiaduje się, że dr Tenenbaum usunęła część z jego uwarunkowanych reakcji i że pomoże mu także pozbyć się pozostałych, w tym również tej, która ma wkrótce zatrzymać akcję jego serca. W czasie kolejnych pogoni za Fontaine'em odkrywczyni Adama dochodzi do wniosku, że jedynym sposobem na pokonanie kilku z ostatnich przeszkód stojących na drodze do niego będzie przywdzianie przez gracza skafandra Tatuśka i podążanie za drogami Siostrzyczek, które tylko one mogą otwierać. Nim Jackowi udaje się dotrzeć do swojego przeciwnika, ten wstrzykuje sobie ogromne ilości Adama i przybiera postać pozbawionego człowieczeństwa potwora. Wybucha walka, w której ostatecznie Fontaine traci siły, a Jack umożliwia Siostrzyczkom dobicie wroga. Rzucają się one na niego ze swoimi strzykawkami i zabijają go, wysysając z jego organizmu całego Adama. W tym miejscu rozgrywka się kończy i następuje sekwencja outro.
W grze występują trzy różne zakończenia zależne od tego, jakie akcje gracz podejmował względem Siostrzyczek w czasie rozgrywki. Narratorem każdego z nich jest dr Tenenbaum. Jeśli gracz uratował wszystkie dziewczynki pojawiające się w grze, zakończenie ukazuje Siostrzyczki powracające na powierzchnię razem z Jackiem i żyjące później pełnią życia – kończące studia, wychodzące za mąż i w końcu posiadające własne dzieci – film kończy się sceną, w której główny bohater w sędziwym już wieku umiera, ale do swoich ostatnich chwil otoczony jest przez oddane mu teraz już dorosłe Siostrzyczki. Jeśli gracz zabił więcej niż dwie, ale nie wszystkie, w sekwencji zamykającej grę widać Jacka zwracającego się przeciw dziewczynkom po zabiciu przez nie Fontaine'a, a w końcu prawdopodobnie również zabijającego je i zabierającego ich Adama – to, co się miało później wydarzyć, opisuje Tenenbaum, potępiając działania bohatera gry. Następnie rozpoczyna się drugi film ukazujący uzbrojoną w ładunki atomowe łódź podwodną przepływającą obok wraku samolotu, wokół niej nagle pojawiają się batyskafy, z których wychodzą Genofagi. Zabijają oni wszystkich ludzi i przejmują kontrolę nad okrętem. Jeśli gracz zabił wszystkie Siostrzyczki, zakończenie przedstawia to samo wydarzenie, z tą różnicą, że głos dr Tenenbaum jest bardziej zdenerwowany tym, jak postąpił Jack.

## Rozgrywka
BioShock jest strzelanką pierwszoosobową z elementami rozwoju i mechaniki znanymi z gier fabularnych. Pierwsze założenia stylu gry i działania SI zostały przedstawione w 13-minutowym filmiku, który ukazał się 20 września 2006 roku.
W produkcji gracz wciela się w Jacka, który pokonuje kolejne lokacje Rapture, używając przy tym broni zarówno konwencjonalnej, jak i tzw. plazmidów, dzięki którym zyskuje moce takie jak telekineza, możliwość porażenia prądem, podpalenia czy zamrożenia wrogów. Użycie niektórych z plazmidów sprawia, że przeciwnicy w szale zaczynają atakować wszystkie żywe istoty albo ochraniać prowadzoną postać. W danym momencie bohater może używać ograniczonej liczby plazmidów. Oprócz elementów walki gracz jest zmuszony do unikania systemów bezpieczeństwa samego miasta: kamer, botów strażniczych i wieżyczek obronnych. Mogą one zostać także wykorzystane dla zdobycia przewagi, co jest możliwe po ich zhakowaniu, polegającym na rozegraniu minigry lub użyciu auto-hakera. Hakowanie może również zapewnić tańszy dostęp do stacji medycznych i automatów, w których można uzupełnić ekwipunek, a także pozwala na otwieranie zamków oraz sejfów.
Kluczowym elementem dla świata BioShock są dwie rzadkie substancje: Adam i Ewa (stanowi to odwołanie do dwójki pierwszych ludzi). Pierwsza z nich jest mutagenem, którego użycie pozwala na wywołanie w organizmie bohatera zmian genetycznych. Substancję tę można zdobyć na kilka sposobów: najszybciej jest to możliwe poprzez „pobranie go” od Siostrzyczek po pokonaniu ich ochroniarzy, Tatuśków, którzy są genetycznie zmodyfikowanymi ludźmi ubranymi w ciężko opancerzone skafandry do nurkowania. Zdobyty Adam może zostać wykorzystany w specjalnych automatach „Ogrody Obfitości” (ang. Gartherers Gardens) do nabycia umiejętności wykorzystania kolejnych plazmidów, zwiększenia limitu używanych mocy lub wywołania innych mutacji ułatwiających przetrwanie w świecie gry. W „bankach genów” (ang. Gene Bank) natomiast gracz może dokonać wymiany aktualnie używanych modyfikacji genetycznych. Ewa funkcjonuje natomiast jako środek umożliwiający aktywowanie już posiadanych plazmidów, spełnia to funkcję podobną do many lub punktów magii w klasycznych grach RPG. Eksplorując świat gry, można także zdobyć pieniądze, dzięki którym można nie tylko kupować amunicję oraz inne przedmioty, ale także opłacić dezaktywację systemów obrony miasta (pozwala to na pominięcie sekwencji minigry).
W rozgrywce BioShocku dużą wagę przywiązano do moralności jako elementu rozgrywki. Gracz jest zmuszony do wyborów polegających np. na uratowaniu napotkanych Siostrzyczek albo pobraniu od nich Adama (co skutkuje ich śmiercią). Takie wybory moralne nie tylko zapewniają odmienne korzyści dla gracza, ale mają znaczący wpływ na rozwój fabuły i są jednym z czynników znacząco wpływających na trudność rozgrywki.
Dla rozwoju postaci gracz może używając Adama nabywać plazmidy i toniki. Pierwsze z nich funkcjonują jako dodatkowa broń, do której użycia potrzebne jest Ewa, i które wymagają aktywowania przez gracza. Drugie działają cały czas, tak długo, jak są wybrane jako element wyposażenia. Są one podzielone na trzy grupy: fizyczne, inżynieryjne i bojowe.
Występujące w grze plazmidy mają wszechstronne zastosowanie np. telekineza może zostać użyta do łapania i odrzucania granatów przeciwnika, zmieniania kierunku lotu rakiet lub zwykłego rzucania w przedmiotami we wrogów (podobnie jak „gravity gun” w Half-Life 2). Może też zostać wykorzystana do chwytania większych obiektów i tworzenia w ten sposób naturalnej tarczy osłaniającej postać. Inne plazmidy mogą mieć inne praktyczne zastosowanie, np. „błyskawica” użyta na zbiorniku wody sprawia, że elektryczność zaczyna przepływać nie tylko przez samą wodę, ale także przez wszystkie istoty w danym momencie w niej stojące. Gracz jest zachęcany do kreatywnego myślenia w stosowaniu plazmidów w czasie walki np. użycie podpalenia, które sprawia, że przeciwnik staje w płomieniach, zmusza go do szukania miejsca, gdzie mógłby on ugasić ogień, natomiast kiedy już wejdzie do wody, możliwe staje się użycie plazmidu odpowiedzialnego za porażenie prądem do szybkiego zakończenia konfrontacji. Również i tu pojawia się element wyboru, ponieważ nie można mieć jednocześnie wszystkich plazmidów i z którychś trzeba w danym momencie zrezygnować.
Większość plazmidów odmienia wygląd bohatera, co stanowi podtrzymanie założenia „poświęcania swojego człowieczeństwa”, do czego w jednym ze zwiastunów odwołuje się jedna z postaci gry, Andrew Ryan. Dla przykładu, plazmid odpowiedzialny za podpalanie sprawia, że dłoń Jacka przyjmuje czerwony odcień, zaczyna płonąć, a z jej palców rozchodzą się płomienie. Niemniej jednak, ponowne przełączenie wybranej broni na którąś z konwencjonalnych przywraca dawny wygląd postaci, co sugeruje, że efekty te są jedynie czasowe. Wyższy poziom zaawansowania danego plazmidu sprawia, że wywołuje on znaczniejsze efekty, np. podpalenie wyższego stopnia powoduje znaczniejszy wybuch ognia, silniejsze palenie się i większe płomienie ogarniające cel. W sumie w grze pojawia się ponad 70 różnych plazmidów i toników.
W BioShocku możliwe jest także ulepszanie zwykłych broni przy użyciu automatów nazwanych „Władza w ręce ludu” (ang. Power to the People), z których można skorzystać za darmo, ale działają tylko raz. Gracz może wyposażyć broń w większe magazynki, sprawić, żeby zadawała większe obrażenia lub zużywała mniej paliwa (miotacz ognia). Ponadto każdy z karabinów posiada trzy rodzaje amunicji: standardową, przeciwpiechotną i przeciwpancerną (przeciwko maszynom i opancerzonym przeciwnikom). Wraz z postępami w rozgrywce wybór ten, w przypadku bardziej zaawansowanych broni, staje się bardziej różnorodny. W grze pojawia się również aparat fotograficzny, dzięki któremu możliwe jest lepsze poznanie słabych stron przeciwnika – po wykonaniu odpowiedniej ilości zdjęć wroga danego typu, gracz otrzymuje przeciw niemu premię do zadawanych obrażeń, plazmidów, a także innego rodzaju bonusy.
Przemierzając Rapture, gracz może korzystać także z kilku innych rodzajów automatów, m.in.: „Wy-Twórca” (ang. U-Invent), w których można ze zdobytych przedmiotów wytwarzać amunicję, narzędzia do włamań itp.; automaty samoobsługowe (ang. The Circus of Values), które posiadają najszerszą ofertę towarów, poczynając od zwykłych apteczek i amunicji kończąc na Ewie; „El Ammo Bandito!”, gdzie można uzupełnić amunicję. Większość z nich można także zhakować, co daje dostęp do towarów specjalnych i zmniejsza koszt tych dostępnych normalnie. W grze pojawiają się również tzw. komory witalne (ang. Vita-Chambers), w których główny bohater odradza się w przypadku śmierci.

## Tworzenie

### Początkowa historia
Początkowa fabuła BioShocku znacząco różniła się od kształtu, jaki przybrała w wydanej wersji gry: główny bohater miał być osobą ratującą ludzi z sekt i pomagającą im w powrocie do normalnego życia. Jednak wraz z oficjalnym ogłoszeniem prac nad BioShockiem, historia i umiejscowienie gry znacznie się zmieniły. Rozgrywka została przeniesiona do opuszczonego podziemnego laboratorium z okresu II wojny światowej, które właśnie zostało odkopane przez naukowców XXI wieku. Tematyka genetycznych eksperymentów i całego systemu wytworzonego na ich potrzeby, stały się podstawą dla Siostrzyczek, Tatuśków i Genofagów w ostatecznej wersji gry.
W odpowiedzi na pytanie serwisu IGN, co wpłynęło na fabułę gry i jej umiejscowienie, Levine odpowiedział: „mając mój bezużyteczny stopień naukowy z liberal arts [w angielskich szkołach wyższych i na uniwersytetach stanowią je takie przedmioty jak: historia, teologia, literatura, filozofia, polityka, itp., nie znajdując swojego odpowiednika w polskim systemie szkolnictwa wyższego], czytałem mnóstwo rzeczy Ayn Rand i George'a Orwella, wszystkie te utopijne i antyutopijne opowieści mocno mnie zafascynowały”. Levine wspominał również o swoim zainteresowaniu w rozwoju prac nad komórkami macierzystymi i kwestiami moralnymi, które wiążą się z takimi badaniami. W odniesieniu do wpływów kulturowych wymieniał natomiast takie książki jak: Rok 1984 i Ucieczka Logana, prezentujące społeczności, które „kierowały się interesującymi ideami, ale wszystko zniszczyły tylko dlatego, że byli ludźmi”.
Według twórców BioShock jest „duchowym spadkobiercą” serii System Shock – jak mówi Levine, on i jego zespół myśleli nad stworzeniem innej gry w podobnych klimatach, od kiedy skończyli prace nad System Shock 2. W swoim komentarzu do filmiku pokazywanego prasie na targach E3 w 2006 roku wskazywał też wiele podobieństw między tymi grami np. plazmidy w BioShocku odgrywają podobną rolę jak umiejętności psioniczne w System Shock 2, w obu grach gracz musi sobie też radzić z kamerami, wieżyczkami obronnymi i małymi robotami, w obu może je też po prostu zhakować; oszczędzanie amunicji jest akcentowane jako kluczowy element rozgrywki, a nagrania audio w BioShocku spełniają to samo zadanie, co e-maile w grach serii System Shock. Również pomysł duchów, które pojawiają się w poprzedniej produkcji zespołu Levine'a został przeniesiony do BioShocku, podobnie jest z broniami, które mogą podlegać modyfikacjom i do których pojawia się kilka rodzajów amunicji. Także element prowadzenia gracza przez Atlasa, któremu w System Shock 2 może odpowiadać postać Janice Polito, wykazuje zbieżności w światach obu gier.

### Silnik gry
BioShock jest oparty na mocno zmodyfikowanej wersji Unreal Engine 2.5, który został użyty również w innych, starszych grach Irrational Games m.in. SWAT 4 i SWAT 4: The Stetchkov Syndicate. W wywiadzie udzielonym w maju 2006 na targach E3, Levine ogłosił zmianę silnika na zmodyfikowaną wersję Unreal Engine 3, niemniej jednak, mimo stwierdzeń szefa zespołu pracującego nad grą, BioShock został stworzony na technologii silnika oznaczonego numerem 2.5, chociaż Irrational/2K Boston/2K Australia wbudowały w niego część rozwiązań z wersji nowszej. Levine podkreślał ponadto, jak wiele wysiłku włożono w efekty wody, która, jak utrzymywał, miała być wyjątkowo zachwycająca. W przypadku wersji gry na Windows możliwe jest wykorzystanie DirectX 10, jednak jeśli komputer nie spełnia minimalnych wymagań dla tego trybu lub gdy ustawienia zostaną zmienione może także działać w wersji dla DirectX 9. BioShock wykorzystuje również Havok, który umożliwia lepsze odwzorowanie fizyki w grze, wprowadzenie efektu ragdoll i nadanie elementom środowiska bardziej naturalnego sposobu poruszania się.

### Wersja demonstracyjna
Demo gry ukazało się 12 sierpnia 2007 roku na Xbox Marketplace, a 20 sierpnia w wersji na PC, która początkowo była dostępna tylko dla osób płacących abonament w serwisie FilePlanet. Wersja demonstracyjna obejmowała fazę tutorialu oraz animację, która przedstawiała umiejscowienie gry i ogólny wątek fabularny. Demo pod kilkoma względami różniło się od wersji finalnej gry, m.in. dawało dostęp do dodatkowych plazmidów, broni, a także szybciej wprowadzało elementy związane z systemem bezpieczeństwa miasta. Wszystko to zostało wprowadzone, aby dać graczom dostęp do tych aspektów gry, które normalnie, na tak wczesnym jej etapie, nie są dostępne. W dziewięć dni demo BioShocku zdeklasowało wszystkie wersje demonstracyjne, jakie do tego momentu ukazały się na Xbox Live i najszybciej w historii platformy osiągnęło milion pobrań. Demo na Steamie ukazało się 20 sierpnia 2007 roku, a na PlayStation 3 na platformie PlayStation Store 2 października 2008 roku.

### Uaktualnienia
6 września 2007 ukazała się pierwsza aktualizacja dla BioShocku w wersji na Xbox 360, zgodnie z opisem miała ona: „Zwiększać stabilność gry, szczególnie przy wczytywaniu jej z automatycznego zapisu. Ponadto miała poprawiać sposób, w jaki przeciwnicy korzystają ze stacji medycznych oraz naprawiać zakłócenia dźwięku, jakie pojawiają się przy wczytywaniu menu.”. Uaktualnienie było konieczne do wykonania i przebiegało automatycznie po włączeniu gry, mimo wszystko spotkało się jednak z krytyką, ponieważ powodowało kilka innych problemów w działaniu gry. Wśród nich wymieniano np. okazjonalne chwilowe zawieszenia się gry, niski framerate, a także kwestie związane z działaniem dźwięku.
4 grudnia 2007 została wydana łata w wersji dla Windows oraz uaktualnienie wraz z darmową zawartością do pobrania dla wersji na Xbox 360. Oprócz poprawienia błędów aktualizacja wprowadzała możliwość wyboru horyzontalnego pola widzenia, nowe plazmidy, a także opcję wyłączenia komór witalnych, a dla wersji na konsolę Microsoftu także dodatkowe osiągnięcie za ukończenie gry na wysokim poziomie trudności bez użycia komór witalnych.
Łata dla wersji na PlayStation 3 została udostępniona 13 listopada 2008 roku i miał na celu usunięciu kilku drobnych problemów związanych z grafiką, a także sporadyczne zawieszenia się gry, które zmuszały do zresetowania konsoli.
Od chwili wydania BioShocku wykryto kilka problemów z grą, z których większość dotyczyła wersji na Windows. Zarówno w wersji demo, jak i popremierowej można było zauważyć, że pole widzenia w trybie panoramicznym było ustawione w taki sposób, że po przełączeniu go na format 4:3 widać było znacznie mniej (nie następowało przeskalowanie, ale ograniczenie pola widoczności), kłóciło się to z początkowymi zapewnianiami twórców co do tego, jak zostanie rozwiązana kwestia obrazu panoramicznego. Aby rozwiązać problem, w łacie 1.1, która ukazała się 4 grudnia 2007 roku, dodano opcję: „Horizontal FOV Lock”.

### Inne wersje
W wywiadzie z sierpnia 2007 roku Ken Levine, zapytany o możliwość ukazania się gry na PlayStation 3, stwierdził, że „nie ma żadnych prac nad wersją dla PS3”, mimo to 28 maja 2008 roku 2K Games potwierdziło, że prace nad wersją na konsolę Sony zostały podjęte przez 2K Marin i gra ukazała się na rynku 17 października 2008 roku. Zgodnie z zapowiedziami nowy BioShock miał nie różnić się graficznie od wersji wydanej wcześniej na Xbox 360, jednak jednocześnie 2K Games stwierdziło, że opcja obrazu panoramicznego, która na Xboksa została wprowadzona wraz z łatą będzie dostępna od początku, a filmiki w grze będą posiadały rozdzielczość znacznie wyższą niż umieszczone w wersji DVD. Ponadto wersja na PS3 ma zapewnione własne, specjalne dodatki w tym m.in. „Survivor Mode”, w którym przeciwnicy są odporniejsi, a komory witalne zapewniają mniejszą premię do zdrowia, kiedy zostaną użyte; wspiera także Trofea i PlayStation Home. Demo gry ukazało się w PlayStation Store 2 października 2008 roku.
12 lutego 2008 roku IG Fun ogłosiło natomiast, że otrzymało prawa do opracowania i opublikowania wersji gry na telefony komórkowe.
13 września 2016 roku w Ameryce Północnej, 15 września 2016 roku w Australii i 16 września 2016 roku w Europie gra miała premierę na konsolach PlayStation 4 i Xbox One w ramach zestawu BioShock: The Collection. Odświeżona wersja gry na komputery osobiste zadebiutowała 16 września 2016 roku tylko w wersji cyfrowej. Produkcja ma poprawioną oprawą graficzną w stosunku do pierwowzoru – zawiera lepsze tekstury, a wersje na konsole obsługują rozdzielczość 1080p i działają w 60 kl./s. Ponadto została wzbogacona o zawartość, która wcześniej była dostępna jedynie na konsoli PlayStation 3: komentarz twórców, dodatkowy poziom „Museum of Orphaned Concepts” oraz pokoje wyzwań. Posiadacze pierwowzoru w wersji na Steam otrzymali odświeżoną wersję gry za darmo.

## Odbiór
BioShock otrzymał powszechne uznanie ze strony recenzentów, w tym tych z głównych mediów, które doceniły m.in. wymiar polityczny gry. „Boston Globe” opisał ją jako „piękną, brutalną i niepokojącą [...] jedną z najlepszych od lat” i przyrównał do Big Sister Is Watching You z 1957 będącej odpowiedzią Whittaker Chambera na powieść Atlas zbuntowany. Magazyn „Wired” także wspomniał o związku BioShocku z Ayn Rand w swoim opisie, do którego dołączono również wywiad z Levine'em. Recenzent z „Chicago Sun-Times” pisał natomiast: „Nigdy nie przypuszczałem, że ktoś będzie w stanie stworzyć tak wciągającą i bawiącą zarazem grę w klimatach twórczości i filozofii Ayn Rand, ale to właśnie udało się 2K Games [...] niezwykła, dojrzała i zmuszająca do myślenia, gdy grasz”.
Na GameRankings BioShock w wersji na Xbox 360 uzyskał średnią ocen z recenzji na poziomie 95,07%, a w momencie premiery był czwartą najwyżej ocenianą grą na tę konsolę, zaraz za The Orange Box i Grand Theft Auto IV oraz Mass Effect 2. W ocenach wersji PC osiągnął 94,58%, co dało mu piątą pozycję w rankingu po The Orange Box, Portal 2, Half-Life 2 oraz Mass Effect 2. GameSpy wychwalał „niepowtarzalną atmosferę” BioShocku, a „Official Xbox Magazine” „niewyobrażalnie dobrą fabułę” oraz „oszałamiającą ścieżkę muzyczną i efekty dźwiękowe”. Rozgrywka i system walki były chwalone za dopracowanie, a elementy grafiki, np. woda, za ogólną jakość. Odnotowano również, że wszystkie elementy gry razem: „angażują tak wiele rodzajów różnych dziedzin rozrywki, w sposób tak wprawny, że stanowi to najlepszy dowód na to, jak bardzo elastycznym medium mogą być gry komputerowe. Nie jest to kolejny shooter posiadający jedynie ładny silnik, ale prawdziwa historia, która odsłania najbardziej przekonującą, dopracowaną i kunsztowną grę, jaką można sobie było wyobrazić”.
Recenzenci podkreślali jednak również kilka problemów występujących w BioShocku. M.in. system odradzania się przy pomocy komór witalnych był często krytykowany, ponieważ uzdrawiając postać gracza, jednocześnie pozostawiał on bez zmian ilość punktów życia przeciwników, co umożliwiało pokonanie ich w bardzo łatwy sposób; zostało to tym samym uznane za jedną z największych wad w rozgrywce. Serwis IGN odnotował natomiast, że zarówno sterowanie, jak i grafika w wersji na Xbox 360 są gorsze od tych z wersji PC, wskazywano przede wszystkim na łatwiejsze zmienianie broni i plazmidów przy użyciu myszy, a także na widocznie lepszą jakość obrazu na monitorach przy wysokich rozdzielczościach. Część recenzentów zauważała także, że zachowanie Genofagów w walce jest mało różnorodne, a sztuczna inteligencja słabo dopracowana, natomiast wybory moralne są za bardzo oparte na schemacie „czerń–biel”, aby mogły być interesujące. Inni autorzy recenzji oraz publicyści oceniali wybory moralne oferowane przez grę (ratowanie albo zabijanie Siostrzyczek) za niewykorzystujące potencjału, ponieważ niemające realnego wpływu na grę, co w konsekwencji prowadziło do tego, że traktowało się je jedynie jak część mechaniki gry bez większego znaczenia.

### Nagrody
Na targach E3 w 2006 roku BioShock otrzymał kilka nagród Game of the Show od różnych portali o tematyce gier, w tym m.in. od: GameSpot, IGN, GameSpy, a także Trailer of the Year od GameTrailers. Gra otrzymała również nagrodę Best Xbox 360 Game na rok 2007 na targach Games Convention w Lipsku.
Po premierze gry nagrodziła ją również Spike TV, jako: Best Game, Best Xbox 360 Game oraz Best Original Score, a także nominowała w czterech innych kategoriach: Best Shooter, Best Graphics, Best PC Game, Best Soundtrack. Ponadto BioShock otrzymał również tytuł najlepszej gry roku 2007 według BAFTA. X-Play natomiast wybrał go w kategoriach: Game of the Year, Best Original Soundtrack, Best Writing/Story i Best Art Direction.
W Best of 2007 portalu IGN został nominowany do: Game of The Year 2007 i wygrał nagrodę PC Game of the Year, Best Artistic Design oraz Best Use of Sound. GameSpy wybrało BioShock na trzecią najlepszą grę roku i przyznał mu nagrody za m.in. za najlepszy dźwięk oraz fabułę. GameSpot przyznał nagrodę za najlepszą fabułę, natomiast GamePro za najlepszą fabułę, najlepszy shooter na Xbox 360 oraz najlepszy shooter jednoosobowy. Ponadto BioShock wygrał także nagrody Best Visual Art, Best Writing, i Best Audio w Game Developers Choice Awards za rok 2008. Gra ustanowiła rekord Guinnessa jako „najpopularniejsze demo Xbox Live” w specjalnym wydaniu dla graczy na rok 2008. W listopadzie 2012 roku magazyn Time umieścił ją na liście 100 najlepszych gier wszech czasów.

### Sprzedaż
Wersja gry na Xbox 360 w sierpniu 2007 została najlepiej sprzedającą się grą osiągając liczbę 490 900 kopii. Jak donosił „The Wall Street Journal” akcje Take-Two: „zyskały prawie 20% w tygodniu następującym po publikacji wyjątkowo przychylnych wczesnych recenzji gry”. 5 czerwca 2008 roku Take-Two ogłosiła, że rozprowadzono ponad 2 200 000 legalnych kopii BioShock, a 10 czerwca Roy Taylor z Nvidia stwierdził, że gra w wersji na PC sprzedała się w liczbie ponad miliona kopii.

### Zabezpieczenia DRM
BioShock w wersji na Windows (zarówno w wersji pudełkowej, jak i dostępnej przez Steam) korzysta z zabezpieczenia przed kopiowaniem SecuROM i wymaga aktywacji przez Internet dla zakończenia instalacji. Początkowo użytkownicy mieli możliwość aktywacji gry dwukrotnie, przy czym nawet jej ponowna instalacja wynikająca z wyboru opcji reinstalacji wymagała połączenia z SecuROM dla reaktywowania gry. W odpowiedzi na kolejne problemy z programem zabezpieczającym grę 2K Games i SecuROM zwiększyły ilość możliwych aktywacji do pięciu przed ewentualną koniecznością uzyskiwania nowych pozwoleń. Użytkownicy odkryli ponadto, że aktywacja gry była też konieczna w przypadku chęci korzystania z gry z innego konta na tym samym komputerze, co zostało skrytykowane, jako próba ograniczenia praw konsumenta. 2K Games zaprzeczało, że było to zamiarem wprowadzonych limitów.
19 czerwca 2008 2K Games zrezygnowało z limitowanej liczby aktywacji, zezwalając użytkownikom na swobodniejsze instalowanie gry (konieczność aktywacji internetowej została zachowana).
Występowanie alertów antywirusowych i antymalware'owych, które mogły być wywoływane przez oprogramowanie SecuROM doprowadziły do rozpoczęcia dyskusji, czy wraz z instalacją gry nie są również instalowane rootkity; uwagi te spotkały się z zaprzeczeniem ze strony 2K Games. Niemniej jednak odinstalowanie gry nie powoduje usunięcia plików pochodzących od SecuROM-u ani niektórych kluczy wprowadzonych do rejestru systemu, ponadto część z tych plików nie może zostać usunięta tradycyjnymi metodami.
BioShock był także krytykowany za niewspieranie kart opierających się na pixel shader 2.0b (takich jak Radeon X800/X850), które jeszcze w roku 2004–2005 uchodziły za karty wysokiej jakości, a w okresie premiery BioShocka stanowiły 24% używanych przez graczy według badania przeprowadzonego za pośrednictwem platformy Steam. 2K Games nie zapowiedziało jednak żadnego oficjalnego wsparcia w ewentualnie wydawanych w przyszłości łatach.

## Edycje i dodatki

### Limitowana edycja kolekcjonerska
Pod wpływem petycji przedstawionej przez fanów, Take-Two obiecało, że pojawi się edycja kolekcjonerska gry, o ile uda się zebrać 5000 podpisów pod taką prośbą; liczba ta została osiągnięta w niecałe pięć godzin. Następnie na stronie Cult of Rapture pojawiła się ankieta, w której można było zagłosować na dodatki, które chciałoby się widzieć w edycji specjalnej gry.
23 kwietnia 2007 roku Cult of Rapture potwierdziło zawartość limitowanej edycji kolekcjonerskiej, która miała zawierać: figurkę Tatuśka (15 cm; wiele z nich docierało jednak do odbiorców uszkodzone), DVD „Making of” z materiałem filmowym z produkcji gry, płytę ze ścieżką dźwiękową. Nim edycja specjalna została wydana, proponowana ścieżka dźwiękowa została jednak zastąpiona The Rapture EP.

### Art book
BioShock: Breaking the Mold zawierający prace artystyczne z gry został wydany 13 sierpnia 2007 roku i jest dostępny na oficjalnej stronie 2K Games zarówno w wysokiej, jak i niskiej rozdzielczości w formacie PDF. Do 1 października 2007 stanowił on również rekompensatę za czas, jaki był potrzebny na wymianę uszkodzonych figurek, które trafiały do osób kupujących edycję limitowaną gry.

### Książka
Powieść BioShock: Rapture napisana przez Johna Shirleya została wydana 19 lipca 2011 roku. Opowiada o wydarzeniach poprzedzających fabułę gry, opisując między innymi budowę miasta Rapture.

### Ścieżka dźwiękowa
Oficjalna ścieżka dźwiękowa gry, skomponowana przez Garry'ego Schymana i zawierająca 12 z 22 ścieżek pojawiających się w czasie rozgrywki (patrz lista poniżej), została opublikowana przez 2K Games na stronie tytułu 24 sierpnia 2007 roku. Edycja limitowana zawiera ponadto remiksy, których autorami są Moby i Oscar The Punk; płyta wchodząca w skład zestawu zawiera trzy takie utwory w tym: „Beyond the Sea”, „God Bless the Child” i „Wild Little Sisters”, których oryginalne nagrania pojawiają się w grze.
Lista utworów w grze:
1. „Bioshock Main Theme (The Ocean on His Shoulders)”
2. „Welcome to Rapture”
3. „Dr. Steinman”
4. „The Docks”
5. „The Dash”
6. „Step Into My Gardens”
7. „Dancers of a String”
8. „Cohen's Masterpiece”
9. „The Engine City”
10. „Empty Houses”
11. „This Is Where They Sleep”
12. „All Spliced Up”

W BioShocku gracz może się również natknąć na fonografy grające muzykę z lat 40. i 50. XX wieku, w sumie w całej grze pojawia się 30 takich utworów. Partytura z gry została dołączona do edycji kolekcjonerskiej BioShock 2.

### Film
Według pogłosek z branży filmowej, które pojawiły się po ukazaniu się gry, jej filmowa adaptacja miała być wykonana przy użyciu podobnej techniki, jaka została wykorzystana przy produkcji filmu 300, co umożliwiłoby odwzorowanie środowiska Rapture. 9 maja 2008 Take-Two ogłosiło zawarcie umowy z Universal Studios w celu produkcji filmu BioShock, który miałby zostać wyreżyserowany przez Gore'a Verbinskiego (znanego między innymi z reżyserowania filmów z serii Piraci z Karaibów) i ze scenariuszem napisanym przez Johna Logana (m.in. Aviator). Film został zapowiedziany na rok 2010, jednak w wyniku coraz bardziej wzrastających kosztów wytwórnia Universal zdecydowała się wstrzymać produkcję. 24 sierpnia 2009 ujawniono, że Verbinski zrezygnował z projektu, gdyż wytwórnia chciała tworzyć film za granicą z uwagi na oszczędności; budżet filmu zmniejszono z 200 do 80 mln dolarów. Verbinskiego zastąpił Juan Carlos Fresnadillo, który w 2012 roku również zrezygnował ze stanowiska. Ken Levine w marcu 2013 roku ostatecznie anulował prace nad ekranizacją gry. W styczniu 2014 roku Jim Martin opublikował na swojej stronie internetowej grafiki koncepcyjne do filmu.

## Kontynuacje
11 marca 2008 oficjalnie ogłoszono prace 2K Marin nad BioShock 2, a jako przybliżony termin wydania gry podano przełom drugiego i trzeciego kwartału 2009 roku. W swoim wywiadzie z października 2008 Ken Levine wspomniał natomiast, że 2K Boston nie będzie brało udziału w produkcji sequelu, ponieważ jego zespół chciałby zająć się pracami nad grą będąc czymś innym, której klimat znacznie różniłby się od klimatu BioShocku. Oprócz części drugiej gry ogłoszono także BioShock 3, którego premiera ma się zbiegać z wejściem na ekrany filmu BioShock.
Pierwsze informacje o bezpośrednim następcy BioShocku ukazały się w teaserze na PlayStation 3, sugerując, że kolejna część będzie zatytułowana BioShock 2: Sea of Dreams, jednak w toku dalszych prac z oficjalnego podtytułu zrezygnowano. Jak początkowo stwierdził producent gry, 2K, „ma ona być jednocześnie częścią prequela i zarazem sequelem”, mimo to ostatecznie przyjęto, że będzie ona stanowiła po prostu sequel części pierwszej, a jej akcja będzie się rozgrywać 10 lat po zdarzeniach z oryginału.
Zgodnie z zapowiedziami w BioShock 2 gracz wciela się w prototypowego Tatuśka i pod tą postacią ponownie przemierza podwodne miasto. W grze została zachowana możliwość korzystania z plazmidów, a jednocześnie umiejętności postaci zostały rozszerzone o zdolności typowe dla opancerzonych ochroniarzy Siostrzyczek. W odróżnieniu od części pierwszej pojawił się tryb gry wieloosobowej. Gra została wydana na: Windowsa, PlayStation 3 i Xbox 360.
Przed oficjalną zapowiedzią kolejnej części, Irrational Games określało grę jako „Project Icarus”, który w końcu okazał się być kolejną częścią serii. Trzecia część nosi tytuł BioShock Infinite, a jej akcja rozgrywa się w powietrznym mieście Columbia. Wydano ją 26 marca 2013 roku na komputery osobiste oraz konsole Xbox 360 i PlayStation 3. Tytuł nie zawiera trybu wieloosobowego.